# Pekkedam
Pekkedam (ook wel Peckedam) was een havezate in de Nederlandse plaats Diepenheim, provincie Overijssel. Van de havezate zijn slechts enkele sloten bewaard gebleven.

## Geschiedenis
In 1519 was sprake van een erve Pekkedam dat in bezit was van de familie Van Bevervoorde. In 1531 erfde Sweder van Bevervoorde dat huess ende guet then Pekedam van zijn vader Berend. Pekkedam was reeds onder Berend aangewezen als riddermatig goed en dus van belastingen vrijgesteld.
Sweder was in 1526 getrouwd met Hadewich van Vorden en na haar overlijden hertrouwde hij in 1551 met Anna van Keppel. Het kasteel is waarschijnlijk door Sweder en Anna gebouwd, alhoewel het ook mogelijk is dat er reeds eerder een gebouw stond. Na Sweders overlijden in 1570 kwam Pekkedam aan zijn zoon Frederik.

### Van Doetinchem
Frederik huwde Geertruid Reyners en ze kregen samen een dochter Anna (†1632). Zij trouwde in 1606 met Derk van Doetinchem, waardoor de havezate Pekkedam in de familie Van Doetinchem terecht kwam. Derk droeg in 1614 Pekkedam in leen op aan de provincie Overijssel. Derk overleed in 1636 aan de pest; in 1637 overleden ook nog eens vier van hun kinderen aan deze ziekte. Pekkedam werd geërfd door zoon Sweder van Doetinchem, die in 1639 met de havezate werd beleend. Nadat hij in 1647 was overleden tijdens een duel, nam zijn broer Johan de havezate over.
Johan van Doetinchem trouwde in 1655 met Mechteld van Keppel. Hun huwelijk bleef zonder kinderen, dus toen Johan in 1665 van zijn paard viel en overleed ging Pekkedam naar zijn broer Hendrik.

### De Rode van Heeckeren
Hendrik van Doetinchem verkocht in 1668 de havezate aan Otto de Rode van Heeckeren, die in 1665 was getrouwd met Johanna Agnes van Lintelo. In zijn testament bepaalde hij dat Pekkedam zou toekomen aan de familie van zijn vrouw als hij zelf geen nakomelingen zou krijgen. In 1672 sneuvelde Otto tijdens de inval van troepen uit Keulen en Münster en in 1684 werd zijn zoon Jan Reinier met Pekkedam beleend, maar deze overleed kort na de belening. Dit betekende dat de familie Van Lintelo de havezate kon opeisen. Johanna - die in 1675 was hertrouwd met Pieter Battier (†1690) en tot 1680 met hem op Pekkedam bleef wonen - werd in 1685 met Pekkedam beleend. In 1697 verkocht zij de havezate aan haar neef Jan Rabo van Keppel.
Het bezit van Pekkedam bood Jan Rabo van Keppel toegang tot de Staten van Overijssel. Zijn militaire carrière bracht hem in 1714 naar Bergen op Zoom, waar hij gouverneur werd. Van 1727 tot 1729 was hij gezant aan het hof van de koning van Pruissen. Hij zou in 1733 komen te overlijden.

### Verhuur
De havezate werd gedurende langere periodes niet door de eigenaren bewoond. Zo huurde Berend Bentinck tot Diepenheim in 1640 de havezate en vanaf 1645 was Gerhard Sloet tot Singraven de huurder.
Het echtpaar Timon Sloet en Golda Sofia van Hoevel woonde tot 1702 op het huis. Hun huisgenote Johanna Margaretha van Raesfelt verhuisde in 1706 naar het stift Weerselo.
Van 1715 tot 1717 werd Pekkedam bewoond door de drost van Diepenheim en Haaksbergen, Wolf Bentinck tot Hagmeule. Na hem stond de havezate weer leeg.

### Familie Sloet
Johan Albert Gabriël Sloet tot Warmelo kocht Pekkedam in 1735. Hij gaf de havezate in 1742 aan zijn zoon Anthony Simon Sloet (1711-1748), die hierdoor lid van de Staten van Overijssel kon worden. Anthony huwde in 1745 met Ermgard Stefania van Raesfelt (1724-1794) en het echtpaar ging op Pekkedam wonen. Hij stierf reeds in 1748 en zijn weduwe verhuisde naar Dalfsen. Het bezit van de havezate viel weer terug aan Johan Albert. Na zijn dood in 1754 kreeg zoon Arent Sloet tot Warmelo (1708-1771) de havezate in eigendom.

### Muiderman
In 1758 verkocht Arent Sloet de havezate aan Jan Hendrik Muiderman (1726-1811), richter van Diepenheim. De overdracht vond overigens pas in 1764 plaats.
Muiderman verkocht in 1770 de havezate aan Frederik Gijsbert van Dedem tot de Gelder, maar hij bleef op het huis woonachtig en kocht het zes jaar later voor hetzelfde bedrag weer terug. Deze transacties waren slechts bedoeld om Frederik in 1770 aan het lidmaatschap van de Staten te helpen, want men kon alleen lid worden als men beschikte over een havezate. Ongetwijfeld zal Muiderman voor zijn medewerking ook een financiële vergoeding hebben gekregen van Frederik.

### Verkoop

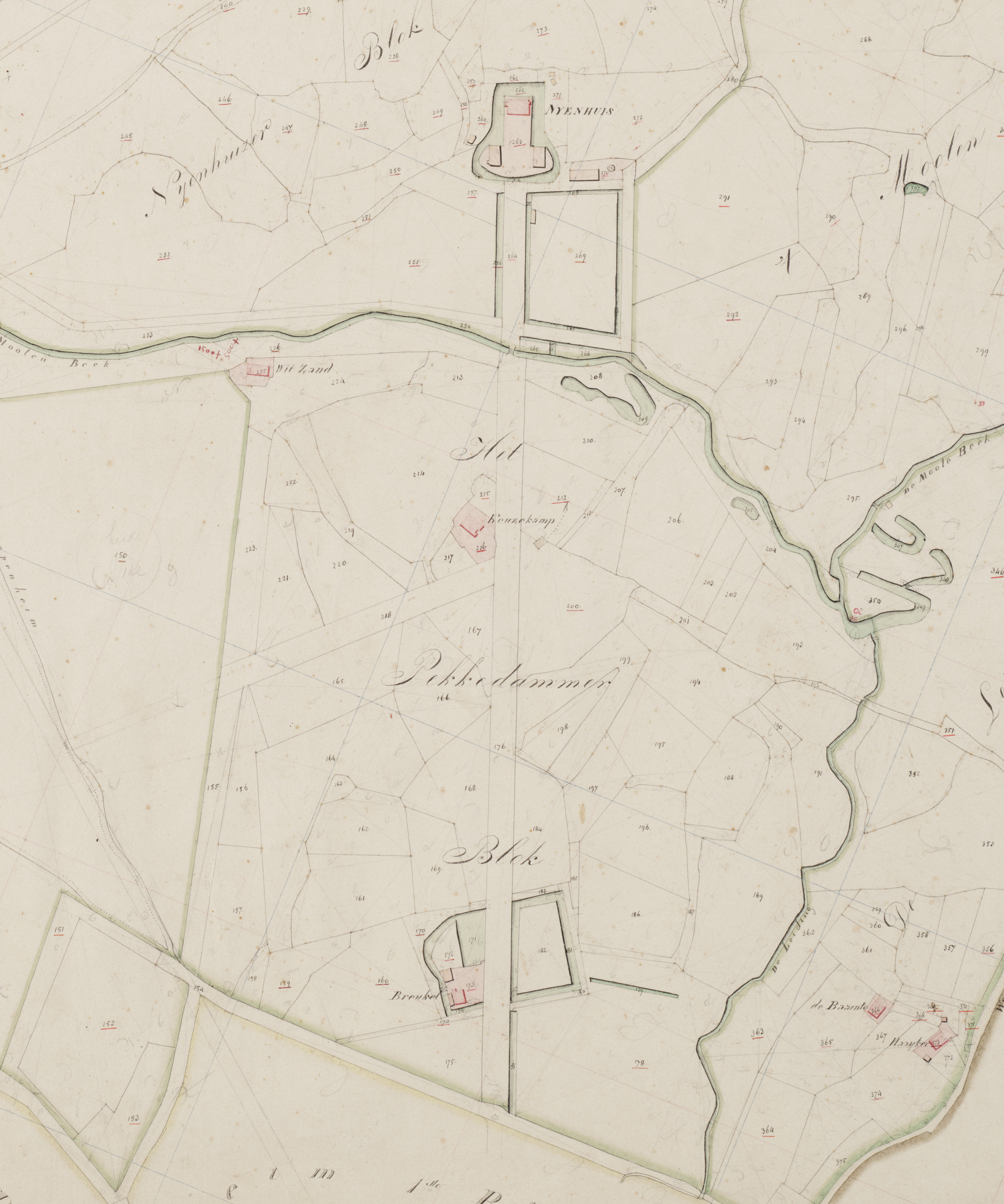
Kadastrale kaart uit 1832, met onderaan de grachten van Pekkedam. Nijenhuis ligt bovenaan de kaart.

Jan Hendrik Muiderman liet bij zijn overlijden in 1811 geen kinderen na. Daarom vererfde Pekkedam naar zijn nicht Johanna Barbara Theodora Weyghel. Muiderman had echter het goed bezwaard met legaten en nu moest Johanna deze legaten uitkeren. Om aan geld te komen klopte ze aan bij zowel haar dienstknecht en dienstmeid als bij haar buurman Rutger Jan Schimmelpenninck tot Nijenhuis, eigenaar van het naastgelegen kasteel Nijenhuis. Kennelijk werden de financiële problemen van Johanna en haar zoon Jan Hendrik van Noort dermate nijpend, dat zij de havezate Pekkedam in 1815 verkochten aan Rutger Jan Schimmelpenninck. Moeder en zoon bleven overigens nog tot 1826 in de havezate wonen.

### Afbraak
De nieuwe eigenaar Rutger Jan Schimmelpenninck voegde in 1815 al direct de landerijen van Pekkedam bij zijn landgoed Nijenhuis. Ook trok hij de oprijlaan van Nijenhuis door in de richting van Diepenheim, dwars over het terrein van de havezate Pekkedam heen. De havezate zelf zal kort na het vertrek van Johanna en Jan Hendrik in 1826 zijn afgebroken.
Ten noorden van de voormalige kasteelplaats is in 1898 de villa Peckedam gebouwd ten behoeve van Henriette Schimmelpenninck.

## Beschrijving
Pekkedam ziet er op een tekening van Cornelis Pronk uit 1732 uit als een typisch 16e-eeuws adellijk huis. Op een vierkant eiland stond een rechthoekig hoofdgebouw van twee bouwlagen met een zadeldak tussen trapgevels. Halverwege de zijgevel was een achtkantige traptoren gebouwd. De lagere dwarsvleugel is later toegevoegd en gaf het huis zijn L-vorm. De kleine binnenplaats werd aan de overige twee zijden omgeven door een lage muur.
In 1675 en 1682 beschikte Pekkedam volgens de opgave voor het haardstedengeld over vier vuursteden. De havezate viel daarmee onder de categorie van kleinere adellijke huizen.
Een beschrijving uit 1758 vermeldt dat Pekkedam beschikte over een grote zaal, een kantoortje, een secreet, een traptoren en kelders. Er waren drie bovenkamers, waarvan er twee verwarmd konden worden. Recentelijk was er een keuken aan het gebouw toegevoegd waarboven een 'meydenkamer' was aangebracht. In 1811 gaf een inventaris tevens aan dat er een bouwhuis op het terrein stond.
Van de havezate Pekkedam zijn alleen restanten van de slotgracht bewaard gebleven in de vorm van sloten.
Den Aalshorst · Den Alerdinck · Huis Almelo · Arkelstein · Averbergen · Azoelen · Backenhagen · Bellinckhof · Den Berg · Huis Bergentheim · Beugelskamp · Beverfeurde · Blankena · Hof te Boekelo · Borgbeuningen · Havezate Boskamp · Boxbergen · Havezate Brecklenkamp · Bredenhorst · Buckhorst · Campherbeek · Colckhof · Den Dam · Huis Diepenheim · Dingshof · Dubbelink · Kasteel Eerde · Egede · Havezate Elsen · Everlo · Landgoed Frieswijk · Glinthuis · Huis Gramsbergen · Grimberg · Grotenhuis · De Haere · Haerst · Hagmeule · Slot Hardenberg · Huis Heeckeren · Huis Hengelo · Herxen · Hofstede · Hogenhof · Hondeborg · Katenhorst · Kevelham · Kranenburg · De Kuile · Het Laar · Leemcule · Luttenberg · Mataram · Mennigjeshave · Nijenhuis (Diepenheim) · Nijenhuis (Olst-Wijhe) · Oldemeule · Olidam · Oosterhof · Huis te Ootmarsum · Den Ordel · Pekkedam · Pothof · Rande · Kasteel Rechteren · Het Reelaer · Rhaan · Rutenberg · Huis Saasveld · Havezate Schoonheten · Havezate Schuilenburg · Singraven · Stoevelaar · Kasteel Toutenburg · Twickel · Vechterweerd · Venebrugge · Kasteel Voorst · Warmelo · Wegdam · Weldam · Weleveld · Huis Werkeren · Westerflier · Wittenstein · Zuthem
Huis Almelo · Backenhagen · Bellinckhof · Beugelskamp · Beverfeurde · Hof te Boekelo · Borgbeuningen · Brecklenkamp · Huis Diepenheim · Dubbelink · Eeshof · Elsen · Everlo · Eversberg · Grimberg · Grotenhuis · Hagmeule · Heeckeren · Huis Hengelo · Herinckhave · Hoikink · Kevelham · Nijenhuis · Noorddeurningen · Oldemeule · Oldenhof · Olidam · Oosterhof · Huis te Ootmarsum · Pekkedam · Huis Saasveld · Scherpenzeel · Singraven · Stoevelaar · Twickel · Warmelo · Weemselo · Wegdam · Weldam · Weleveld · Westerflier · Woeste